# Ерін Добрац
Ерін Добрац (англ. Erin Dobratz, 19 жовтня 1982) — американська плавчиня.
Призерка Олімпійських Ігор 2004 року в змаганнях груп.
Переможниця Панамериканських ігор 2003 року.